# Epagny Metz-Tessy
Epagny Metz-Tessy – gmina we Francji, w regionie Owernia-Rodan-Alpy, w departamencie Górna Sabaudia. W 2013 roku liczba ludności wynosiła 7169 mieszkańców. 
Gmina została utworzona 1 stycznia 2016 roku z połączenia dwóch ówczesnych gmin: Épagny oraz Metz-Tessy. Siedzibą gminy została miejscowość Épagny.